# Enrico Arosio
Enrico Arosio (Milano, 23 marzo 1957) è un giornalista, germanista e traduttore italiano.

## Biografia
Cresciuto bilingue a Milano, ha studiato alla Deutsche Schule e poi alla Università Ludwig Maximilian di Monaco, dove si è laureato in germanistica nel 1981 con una tesi su Frank Wedekind.
Rientrato in Italia, ha iniziato a lavorare come redattore editoriale nelle case editrici Longanesi e Ubulibri e ha collaborato con i quotidiani il manifesto e la Repubblica realizzando servizi di attualità e cultura, e le riviste Abitare, Vogue, Genius.
Nel 1986 è entrato al settimanale L'Espresso nella storica sede romana di via Po. Nel 1989 è passato alla redazione di Milano, dove è stato inviato di attualità e cultura in Italia e in Europa. Ha seguito la Riunificazione tedesca, le trasformazioni politiche e sociali in Europa Centrale, si è occupato di aree metropolitane, urbanistica e architettura e di numerose polemiche culturali. Dal 2004 è stato caporedattore di Milano, poi responsabile della rubrica Riservato e della sezione Visioni. Nel 2016 si è dimesso, dopo 30 anni e circa 1.200 articoli.
Negli anni 2016 e 2017 ha collaborato con reportage al settimanale pagina 99; dal 2021 come recensore letterario a La Stampa-Tuttolibri. Ha ripreso l’attività di germanista esperto di Mitteleuropa, come consulente editoriale, curatore e traduttore per Adelphi, Einaudi, Neri Pozza, Keller e Sellerio.
È collezionista d’arte e ha viaggiato molto in Asia meridionale e nel Sud-est asiatico.

## Pubblicazioni
- Piccoli incontri con grandi architetti, Milano, Skira, 2012, ISBN 978-88-572-1361-3.
- Articoli scelti per l’antologia in cinque volumi L’Espresso 50 anni, a cura di Francesco Erbani, Roma, Gruppo Editoriale L’Espresso, 2005.
- I fantasmi di Sanary in Privato pubblico, Nuovi Argomenti n° 48, Milano, Arnoldo Mondadori Editore, 2009.
- Enrico Arosio in Là dove il sì suona. 98 scrittori e 10 domande sull’essere italiani, collana Nuovi Argomenti, n° 53, Milano, Mondadori, 2011.
- Pace e Belle Époque in La Grande Guerra. Raccontarla cent’anni dopo per capire l’Europa di oggi, a cura di Wlodek Goldkorn e Claudio Lindner, Roma, Gruppo Editoriale L’Espresso, 2014.
- Postfazione in Lili Grün, Tutto è jazz, Rovereto, Keller, 2018.
- Primo Levi (intervista, 1985) in Primo Levi, Opere complete III, a cura di Marco Belpoliti, Torino, Einaudi, 2018.
- Quando la notte penso alla Germania, postfazione in Hans Sahl, I pochi e i molti. Romanzo di un'epoca, a cura di Enrico Arosio, Palermo, Sellerio, 2023.
- Abenteuerliches Reisen, abenteuerliches Übersetzen in Salz. Zeitschrift für Literatur, n° 196, Salzburger Literaturforum Leselampe, 2024.
- Amici di famiglia, fratelli d'Europa, postfazione in Bruno Frank, Novella politica, a cura di Enrico Arosio, Rovereto, Keller, 2024.
- Una viennese sulle tracce di se stessa, postfazione in Hilde Spiel, Vienna anno zero, Rovereto, Keller, 2024.

### Traduzioni
- Gerd Holler, Mayerling, Milano, Longanesi, 1982.
- Alexander Lernet-Holenia, Marte in Ariete, Milano, Adelphi, 1983.
- Richard von Schaukal, Vita e opinioni del signor Andreas von Balthesser, Milano, Serra e Riva, 1986.
- Alfred Döblin, Traffici con l’aldilà, Milano, Adelphi, 1997.
- Franz Hessel, Romanza parigina, Milano, Adelphi, 1997.
- Heinz Berggruen, Ricordi di un mercante d’arte, Milano, Skira, 2017.
- Lili Grün, Tutto è jazz, Rovereto, Keller, 2018.
- Lion Feuchtwanger, Il Diavolo in Francia, prefazione di Wlodek Goldkorn, Torino, Einaudi, 2020.
- Aleida Assmann, Il sogno europeo. Quattro lezioni dalla Storia, Rovereto, Keller, 2021.
- Erich Maria Remarque, Traguardo all’orizzonte, Vicenza, Neri Pozza, 2021.
- Ralf Rothmann, Hotel degli Insonni, Vicenza, Neri Pozza, 2022.
- Martin Pollack, L’Imperatore d’America. La grande fuga dalla Galizia, Rovereto, Keller, 2022.
- Karl-Markus Gauss, Viaggio avventuroso intorno alla mia camera, Rovereto, Keller, 2023.
- Ralf Rothmann, Quella notte sotto la neve, Vicenza, Neri Pozza, 2023.
- Katerina Poladjan, La musica del futuro, Milano, Sem, 2023.
- Hans Sahl, I pochi e i molti. Romanzo di un'epoca, Palermo, Sellerio, 2023.
- Bruno Frank, Novella politica, Rovereto, Keller, 2024.
- Hilde Spiel, Vienna anno zero, Rovereto, Keller, 2024.
- Hertha Pauli, Lo strappo del tempo nel mio cuore, Venezia, Palingenia, 2025.